# عشق و بسکتبال
عشق و بسکتبال (انگلیسی: Love & Basketball) فیلمی آمریکایی در سبک رمانتیک و درام با بازی عمر اپس و سنا لیثن است که در سال ۲۰۰۰ منتشر شد. این فیلم در آمریکای شمالی در تاریخ ۲۱ آوریل ۲۰۰۰ منتشر و در ۱٬۲۳۷ سینما اکران شد.

## بازیگران
- سنا لیثن
- عمر اپس
- دنیس هیزبرت
- دبی مورگان
- الفری وودارد
- رجینا هال
- شار جکسون
- تایرا بنکس
- هری لنیکس
- کیلا پرت
- بوریس کوجو
- کریس وارن جونیور
- گابریله یونیون
- رابین رابرتس
- مونیکا کلهون
- تری کامینگز